# Chevelle (groupe)
Pour les articles homonymes, voir Chevelle.
Chevelle est un groupe américain de nu metal, originaire de Grayslake, dans l'Illinois. La musique du groupe rappelle par certains aspects celles de Helmet et Tool.
Le groupe se compose à l'origine des frères Pete Loeffler (chant et guitare), Sam Loeffler (batterie et percussions) et Joe Loeffler (basse et chœurs). Après le départ de Joe en 2005, Geno Lenardo devient le bassiste jusqu'à son remplacement par le beau-frère de Pete et Sam, Dean Bernardini.
Chevelle compte plus de quatre million d'albums vendus aux États-Unis. Le premier album du groupe, Point #1, est publié sur un petit label appelé Squint Entertainment. Le deuxième album de Chevelle, Wonder What's Next, publié le 8 octobre 2002, est certifié disque de platine par la RIAA après avoir débuté à la 14e place des classements américains  Billboard 200. This Type of Thinking (Could Do Us In) (21 septembre 2004), le troisième album du groupe, débute 8e et est certifié disque d'or. Chevelle publie ensuite un quatrième album, Vena Sera (3 avril 2007), un cinquième album, Sci-Fi Crimes, (31 août 2009), et un sixième album Hats Off to the Bull (6 décembre 2011).
Leur septième album, La Gárgola, est publié le 1er avril 2014. Leur huitième album, The North Corridor, est publié le 8 juillet 2016. Chevelle compte aussi deux albums live, des DVD et une compilation. Leur neuvième album, NIRATIAS est publié le 5 mars 2021.

## Historique

### Débuts,The Blue AlbumetPoint #1(1995–2001)
Chevelle est formé en 1995 à Grayslake, dans l'Illinois, lorsque Pete Loeffler et Sam Loeffler commencent à se consacrer à la musique. Pete commence à jouer de la guitare et à chanter, tandis que Sam commence à jouer de la batterie, dans le garage de leurs parents. Leur frère cadet, Joe, se joint au groupe en 1995. Le groupe s'étant formé à proximité de Chicago, les membres sont des musiciens autodidactes. Le nom de Chevelle s'inspire de la passion du groupe pour les voitures rapides. Leur père était fan de la Chevrolet Chevelle. Le groupe joue de petits concerts et dans des clubs autour de Chicago, dans l'Illinois, alors que Joe n'a que 14 ans.
Chevelle enregistre une démo sept pistes intitulée The Blue Album, publiée en 1998, et à joue à quelques concerts pendant les trois prochaines années durant lesquelles ils signent  au label de Steve Taylor, Squint Entertainment,. Le groupe enregistre avec Steve Albini pendant 17 jours aux Electrical Audio Studios et publie son premier album, Point #1 en 1999. Il comprend deux singles qui s'accompagnent de vidéoclips, Point #1 et Mia. Les chansons sont récompensés aux GMA Dove Awards respectivement en 2000 et 2001. L'album reçoit un prix dans la catégorie d'« album de musique hard » en 2000 aux Dove Awards. Point #1 est bien accueilli par The Phantom Tollbooth, un site web de musique chrétienne, et lr HM Magazine,, mais critiqué pour sa structure musicale répétitive par le Jesus Freak Hideout.

### Wonder What's Next(2001–2003)
Chevelle tourne en soutien à des groupes comme Sevendust, Machine Head, Filter, et Powerman 5000 à cette période. Squint Entertainment dépose le bilan en 2001, et le groupe signe avec Epic Records en 2002. En 2002, Chevelle publie son deuxième album, Wonder What's Next, chez Epic Records. Le groupe publie le single The Red, qui atteint la troisième place des Hot Mainstream Rock Tracks, et la vidéo est jouée sur MTV. Wonder What's Next atteint ensuite la 14e place du Billboard 200. Brian O'Neil d'AllMusic explique que l'album « offre un son unique et inédit. » Chevelle publie deux autres singles de l'album, Closure, et Send the Pain Below, ce dernier ayant atteint la première place des Mainstream Rock Chart et Modern Rock Tracks. Wonder What's Next est certifié disque de platine par la RIAA, avec un million d'exemplaires vendus rien qu'aux États-Unis en 2003.
En 2003, Chevelle joue à l'Ozzfest, où le groupe enregistre son premier album live, Live from the Road, et un DVD live, Live from the Norva. Le groupe tourne en Europe avec Audioslave au début de 2003, et plus tard cette même année au Music as a Weapon Tour avec Disturbed. À leur tournée avec Disturbed, Chevelle participe à la compilation Music as a Weapon II, avec les chansons The Red et Forfeit. Keith Miller d'EvangelSociety.org félicité Chevelle pour avoir tourné à l'Ozzfest avec des groupes comme Cradle of Filth, et pour y avoir montré des thèmes et paroles satanique et anti-chrétienne. En 2004, Sam Loeffler explique que « C'est quelque chose qui va sans doute nous suivre jusqu'à la fin, mais c'est cool. C'est très simple. On a signé sur un label soutenu par Word Records (un label chrétien, dont les membres sont John Tesh et Amy Grant), alors l'album [Point #1] est dans les marchés chrétiens. C'était pas intentionnel,. » Sam explique au Chicago Tribune, « Notre foi est très importante à nos yeux, mais c'est aussi très personnel. »

### This Type of Thinking (Could Do Us In)(2004–2006)
This Type of Thinking (Could Do Us In) est enregistré au début de 2004, et publié en septembre 2004. L'album débute huitième du Billboard 200, et certifié disque d'or six semaines plus tard par la RIAA,. Johnny Loftus d'AllMusic décrit les chansons de l'album comme « très dynamiques, mais prédéterminée. La chanson Vitamin R (Leading Us Along) est publié comme premier single et atteint la première place du Mainstream Rock,. » Deux autres singles sont publiés : The Clincher atteint la troisième place du Mainstream Rock Chart, et Panic Prone y atteint la 26e place. Avant la sortie de l'album, Chevelle se popularise encore plus après la publication de The Clincher dans le jeu vidéo Madden NFL 2005.
Après la sortie de l'album, leur frère cadet, Joe Loeffler, quitte Chevelle. À cause de plusieurs versions racontées par les membres, il est impossible de dire s'il a été renvoyé ou s'il a quitté de son plein gré. Cependant, d'après Ultimate Guitar Archive, Joe aurait été renvoyé. Le groupe tourne en soutien à This Type of Thinking (Could Do Us In) aux côtés de Taproot et Thirty Seconds to Mars, et joue jusqu'en 2005 avec Geno Lenardo du groupe Filter. En 2006, Chevelle joue avec Nickelback aux États-Unis, avec leur nouveau bassiste permanent, Dean Bernardini, beau-frère des Loeffler et ami de longue date.

### Vena Sera(2006–2008)

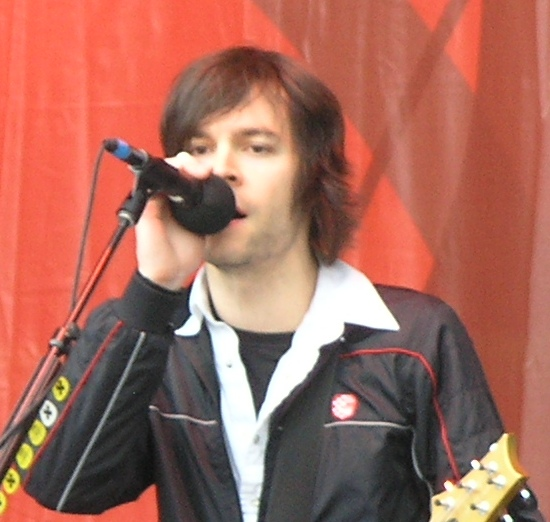
Le chanteur et guitariste Pete Loeffler en 2007.

En 2006, Chevelle enregistre son quatrième album studio, intitulé Vena Sera. L'album est le premier de Chevelle enregistré avec Bernardini. Vena Sera est publié en avril 2007, et débute 12e du Billboard 200, avec 62 000 exemplaires vendus une semaine après publication. Le titre de l'album se traduit par « veine liquide » en latin, représentant le sang de Chevelle qu'ils ont mis en produisant l'album, selon Pete.
Corey Apar d'AllMusic explique que « Vena Sera ne décevra probablement pas les fans, mais ce n'est pas le cas, tout simplement parce qu'il ressemble aux autres albums de Chevelle. » Well Enough Alone, le premier single de l'album, s'inspire du départ de Joe Loeffler, et atteint la quatrième place des Mainstream Rock harts. Chevelle tourne avec Evanescence, Finger Eleven, et Strata (en) entre mars et avril 2007, suivi par une tournée en tête d'affiche avec les deux derniers groupes. Le second single de l'album, I Get It, est publié le 12 juin 2007, et la vidéo débute sur MTV le 27 novembre 2007. En juillet la même année, Chevelle tourne en Australie en soutien au groupe The Butterfly Effect. Pendant la tournée australienne, l'agent artistique de Chevelle, Rose, meurt d'un cancer.
Le 9 mai 2007, lors d'un concert à Fort Worth, dans le Texas, la caravane contenant tous les instruments de Chevelle a été cambriolée depuis leur hôtel où étaient les membres au même moment. Cependant, le groupe poste un message sur le web indiquant que la plupart des instruments sont étiquetés Chevelle et invendables sur des sites comme eBay.

### Sci-Fi Crimes,Hats Off to the BulletStray Arrows(2009–2012)

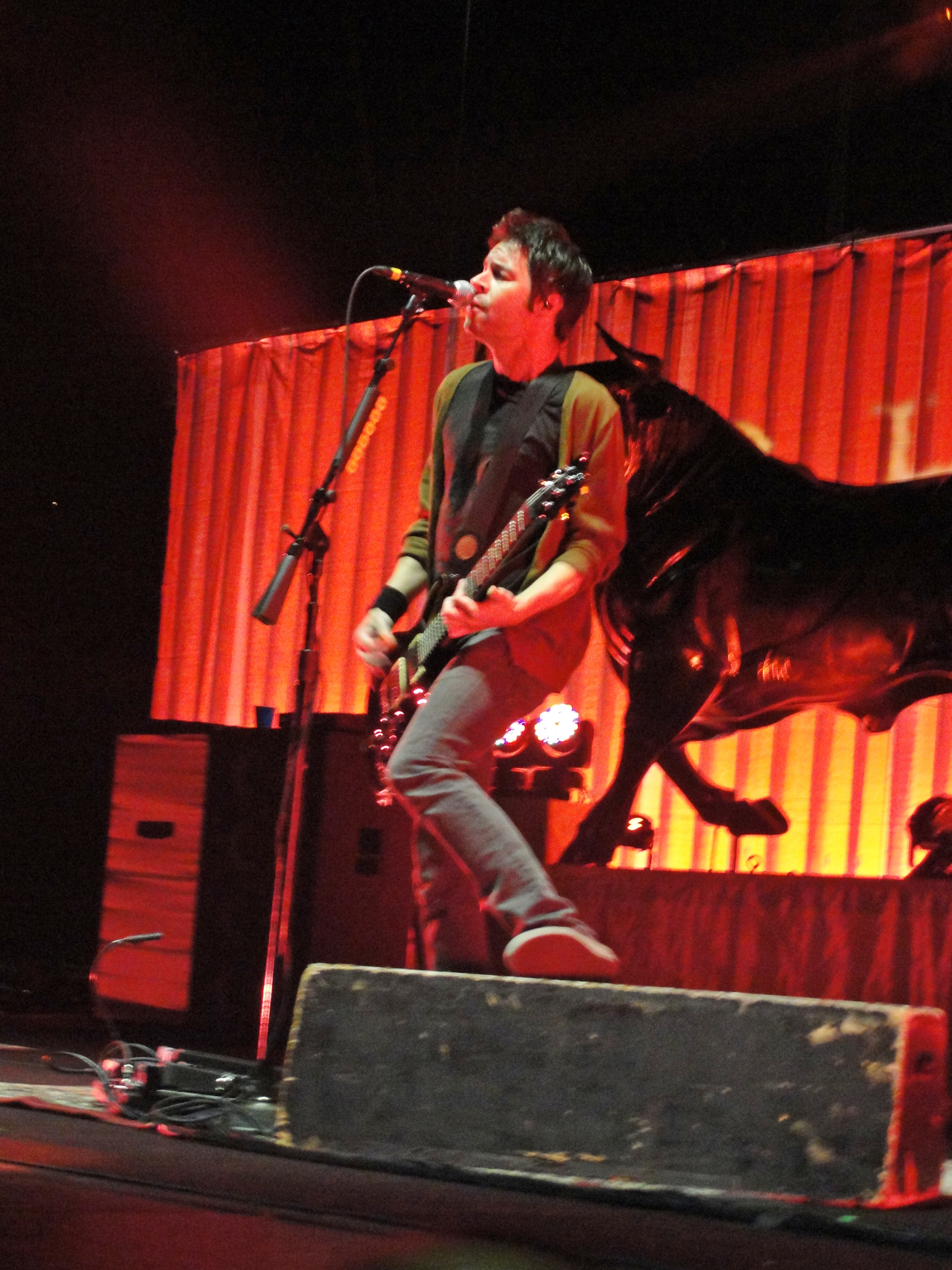
Pete sur scène au Carnival of Madness Tour en 2012 à la Laredo Energy Arena.

En 2009, Chevelle entre en studio à Nashville, dans le Tennessee, avec le producteur Brian Virtue. Sam Loeffler explique : « On a passé beaucoup de temps sur ces chansons qui sont différentes des anciennes, mais qui gardent nos passions. On est un groupe de hard rock mélodique, et c'est ce qui permet de nous maintenir en tant que musiciens. » Le nouvel album, intitulé Sci-Fi Crimes est publié le 31 août 2009, et atteint la 6e place du Billboard 200 avec près de 46 000 exemplaires vendus, la meilleure performance du groupe en date. L'album est félicité par Jared Johnson d'AllMusic pour leur nouvelle direction malgré les paroles. Pete Loeffler écrit normalement des paroles qui s'inspirent de sujets personnels, cependant sur Sci-Fi Crimes, il s'inspire d'apparitions, et de théories du complot. La tournée qui suit la sortie de Sci-Fi Crimes se déroule à la fin de 2009. Chevelle joue aux côtés de Halestorm, Adelitas Way, et After Midnight Project,.
En janvier 2011, Chevelle publie un combo live CD/DVD intitulé Any Last Words. Cette sortie célèbre le dixième anniversaire de Chevelle. À la fin de 2011, Chevelle publie Hats Off to the Bull, son sixième album studio. Le premier single de l'album est intitulé Face to the Floor, qui atteint la troisième place des Billboard Rock Songs. L'album débute 20e des classements Billboard avec 43 000 exemplaires vendus la première semaine après publication. Aussi, une compilation des meilleures chansons du groupe, Stray Arrows: A Collection of Favorites, est publiée le 4 décembre 2012. La compilation comprend 11 chansons, et une chanson inédite intitulée Fizgig.

### La Gárgola,The North Corridoret12 Bloody Spies: B-Sides and Rarities(2013-2019)
Après leur tournée en soutien à Hats off to the Bull en 2013, Chevelle entre en studio pour enregistrer son septième album, à nouveau avec Joe Barresi à la production. Le groupe annonce la sortie de l'album pour le 1er avril 2014, sous le titre de La Gárgola (qui signifie « la gargouille » en espagnol). Le premier single de l'album, Take Out the Gunman, est publié le 3 février sur les chaînes Vevo et YouTube du groupe, et le single est publié le lendemain,. L'album atteint le sommet du Rock Album Chart en avril 2014.
Le 22 mai 2015, un fan appelé Kyle Kirchhoff meurt lors d'un concert à Chicago après une chute. Le groupe exprime plus tard son intérêt de faire de la musique plus agressive.
Le 10 mai 2016, le groupe annonce un nouvel album intitulé The North Corridor, qui sera publié le 8 juillet 2016. Le premier single, Joyride (Omen), atteint la première place des Hot Mainstream Rock Tracks,.
Le 27 septembre 2018, le groupe révèle sur Twitter une lettre envoyée à chacun de ses 12 plus grands fans. Celle-ci annonce la sortie de leur première compilation de morceaux rares, 12 Bloody Spies, le 26 octobre 2018. Le lendemain sort le premier single de l'album, Sleep Walking Elite, en même temps que débutent les pré-commandes pour l'ensemble du public.

### NIRATIAS(depuis 2020)
Un nouvel album, nommé NIRATIAS (Nothing Is Real And This Is A Simulation) est prévu pour le 5 mars 2021. Un premier single s'intitulant Self Destructor est sorti sur Youtube le 8 janvier 2021. Pete Loeffler détaille alors les thèmes du nouvel album, à savoir l'espace et le futur, inspiré par l'ambition croissante de quitter la terre dans les années à venir. Le single Peach sort le 29 janvier 2021 et est accompagné de la révélation de la couverture de l'album, de la tracklist et de l'ouverture des précommandes. Le 19 février paraît le single Remember When. L'album sort le même jour qu'une vidéo des paroles d'Endlessly.

## Membres

### Membres actuels
- Pete Loeffler – chant, guitare, basse (depuis 1995)
- Sam Loeffler – batterie (depuis 1995)

### Anciens membres
- Matt Scott – basse (1995–1996)
- Joe Loeffler – basse (1996–2005)
- Dean Bernardini – basse (2005-2019)

## Discographie

### Albums studio
- 1999 : Point #1
- 2002 : Wonder What's Next
- 2004 : This Type of Thinking (Could Do Us In)
- 2007 : Vena Sera
- 2009 : Sci-Fi Crimes
- 2011 : Hats Off to the Bull
- 2014 : La Gárgola
- 2016 : The North Corridor
- 2021 : Niratias

### Compilations
- 2012 : Stray Arrows: A Collection of Favorites
- 2018 : 12 Bloody Spies: B-Sides and Rarities

### Live
- 2003 : Live from the Road
- 2004 : Music as a Weapon II
- 2011 : Any Last Words

## Vidéographie
- 2003 : Live from the Norva (concert enregistré à La Norva, Norfolk en Virginie, le 23 mai 2003)